# 従二位
従二位（じゅにい）は、日本の位階及び神階における位の一つ。正二位の下、正三位の上に位する。

## 概要
律令制下の官位相当では、正二位と同じく、左右大臣に相当し、令外官では、内大臣や蔵人別当に相当するとされた。女性では、大臣の正室などもこの位に叙せられた。著名なのは平清盛の正室である平時子であり「二位尼」と称されたが、時子が従二位に叙せられたのは、外孫である憲仁親王（高倉天皇）の立太子を受けたものであり、時子の叙位の時点では、清盛は権大納言兼春宮大夫であった（ただし、清盛も、直後に内大臣に任じられる。）。
従二位は公卿の位階としても高位であり、武士の間では鎌倉時代から室町時代にかけては、北条政子以来、将軍の正室である御台所に与えられることはあっても、将軍の一門ですら叙せられることはなかった。また、室町幕府の将軍は叙されていたものの、足利将軍家の一門たる鎌倉公方も従三位であり、たとえ室町幕府管領の職にある者であっても最高位は三位どまりであった。
戦国時代に入ると、武士の官途を担っていた室町幕府の統制が崩れ、次第に有力大名がじかに朝廷に献金し、猟官運動を行うことが盛んになり、天文17年（1548年）には西国一の有力守護・大内義隆が従二位に叙せられる異例の叙位（将軍・足利義輝は当時、従四位下であった）がなされている。
安土桃山時代、豊臣秀吉が関白宣下を受けて以降、次第に有力な一門や家臣が従二位に昇り、二位以上に昇る武士も登場するようになった。
江戸時代以降、徳川将軍家の一門たる御三家、御三卿が従二位・権大納言に昇る例がみられた。
日本国憲法に規定される栄典としての位階は死没時に叙位されるため、衆議院議長・参議院議長など三権の長として功労ある者が死後に受けることが多い。内閣総理大臣の場合、一つ上の正二位を授かる者が多いが、任期が短い（概ね1年未満）の者は従二位に叙される。学術分野においては、ノーベル賞受賞者などが従二位に叙せられている。

## 従二位に叙された人物
日付は叙位日。没時追賜の場合は直前の位階を参考付記。
| 名前         | 叙位日                               | 備考                         |
| ------------ | ------------------------------------ | ---------------------------- |
| 大伴安麻呂   | 和銅7年5月1日 （714年6月17日）       | 大納言。追贈（正三位）       |
| 藤原宮子     | 養老7年正月10日 （723年2月19日）     | 文武天皇夫人                 |
| 藤原武智麻呂 | 天平6年正月17日 （734年2月24日）     | 右大臣、正三位から進階       |
| 橘諸兄       | 天平11年正月13日 （739年2月25日）    | 右大臣、正三位から進階       |
| 藤原豊成     | 天平20年3月22日 （748年4月24日）     | 大納言、従三位から進階       |
| 橘古那可智   | 天平21年4月1日 （749年4月21日）      | 聖武天皇夫人、正三位から進階 |
| 藤原仲麻呂   | 天平勝宝2年正月16日 （750年2月26日） | 大納言、正三位から進階       |
| 藤原継縄     | 延暦5年4月11日 （786年5月13日）      | 大納言、正三位から進階       |
| 藤原内麻呂   | 大同4年正月1日 （809年1月20日）      | 右大臣、正三位から進階       |
| 藤原冬嗣     | 弘仁13年正月7日 （822年2月2日）      | 右大臣、正三位から進階       |
| 藤原緒嗣     | 弘仁14年4月27日 （823年6月9日）      | 大納言、正三位から進階       |
| 清原夏野     | 天長10年3月6日 （833年3月30日）      | 右大臣、正三位から進階       |
| 藤原良房     | 嘉祥2年正月7日 （849年2月3日）       | 右大臣、正三位から進階       |
| 源信         | 嘉祥3年4月17日 （850年5月31日）      | 大納言、正三位から進階       |
| 藤原長良     | 斉衡3年6月23日 （856年7月28日）      | 権中納言、正三位から進階     |
| 藤原良相     | 天安元年4月19日 （857年5月16日）     | 右大臣、正三位から進階       |
| 源融         | 貞観15年正月7日 （873年2月8日）      | 左大臣、正三位から進階       |
| 藤原基経     | 貞観15年正月7日 （873年2月8日）      | 摂政・右大臣、正三位から進階 |
| 班子女王     | 仁和3年正月8日 （887年2月4日）       | 光孝天皇女御、従三位から進階 |
| 藤原穏子     | 延喜9年2月21日 （909年3月15日）      | 醍醐天皇女御、従三位から進階 |
| 藤原安子     | 天暦10年4月2日 （956年5月14日）      | 村上天皇女御、従三位から進階 |
| 藤原懐子     | 天延2年12月7日 （975年1月21日）      | 冷泉天皇女御                 |
| 藤原義子     | 寛弘2年正月10日 （1005年2月21日）    | 一条天皇女御、従三位から進階 |
| 藤原元子     | 寛弘2年正月13日 （1005年2月24日）    | 一条天皇女御、従三位から進階 |
| 藤原尊子     | 寛弘7年正月20日 （1010年2月6日）     | 一条天皇女御、正三位から進階 |
| 藤原妍子     | 寛弘7年正月20日 （1010年2月6日）     | 尚侍、従三位から進階         |
| 藤原威子     | 長和2年9月16日 （1013年10月23日）    | 尚侍、従三位から進階         |

### 中世
- 足利直義 1358年（延文3年/正平13年）2月12日(従三位)
- 大内義隆 1548年（天文17年） 叙位日不明
- 阿蘇惟豊 1549年（天文18年）
- 豊臣秀長 1587年（天正15年）8月8日

### 近代
- 日野資朝 1884年（明治17年）2月22日 （従三位）
- 伊藤博文 1886年（明治19年）10月19日（従三位）
- 山縣有朋 1886年（明治19年）10月19日（従三位）
- 大山巌 1886年（明治19年）10月19日（従三位）
- 西郷従道 1886年（明治19年）10月19日（従三位）
- 山田顕義 1886年（明治19年）10月19日（従三位）
- 井上馨 1886年（明治19年）10月19日（正四位）
- 森有礼 1886年（明治19年）10月19日（正四位）
- 榎本武揚 1886年（明治19年）10月19日（正四位）
- 松方正義 1886年（明治19年）10月19日（正五位）
- 大木喬任 1886年（明治19年）10月19日（ - ）
- 黒田清隆 1887年（明治20年）4月12日（従三位）
- 大隈重信 1888年（明治21年）2月17日（正三位）
- 青木周蔵 1890年（明治23年）2月7日（従三位）
- 岩村通俊 1890年（明治23年）2月7日（従三位）
- 芳川顕正 1890年（明治23年）6月11日（従三位）
- 陸奥宗光 1890年（明治23年）6月12日（従三位）
- 今出川公言 1891年（明治24年）12月17日 （正三位）
- 高倉永秀 1891年（明治24年）12月17日 （正三位）
- 町尻説久 1891年（明治24年）12月17日 （正三位）
- 前田慶寧 1893年（明治26年）7月14日 （従三位）
- 楠木正行 1897年（明治30年）4月6日 （従三位）
- 戸田忠至 1897年（明治30年）4月21日 （従三位）
- 徳川昭武 1897年（明治30年）12月20日
- 立入宗継 1898年（明治31年）4月9日 （従五位下）
- 大谷光沢 1902年（明治35年）4月18日 （無位）
- 大村純熈 1903年（明治36年）10月9日 （従三位から追贈）
- 紀貫之 1904年（明治37年）4月18日 （従五位上）
- 上杉輝虎（謙信） 1908年（明治41年）9月9日 （従五位下）
- 戸沢正実 1908年（明治41年）9月9日 （正三位）
- 由利公正 1909年（明治42年）4月28日 （正四位）
- 前田綱紀 1909年（明治42年）9月11日 （従三位）
- 前田利常 1909年（明治42年）9月11日 （従三位）
- 池田輝政 1910年（明治43年）11月16日 （正三位）
- 大鳥圭介 1911年（明治44年）6月15日（正三位）
- 田中芳男 1916年（大正5年）6月16日（従三位）
- 伊達政宗 1918年（大正7年）11月18日 （贈正三位）
- 千種忠顕 1919年（大正8年）11月15日 （従三位）
- 大村永敏 1919年（大正8年）11月27日 （贈従三位）
- 森鷗外 1922年（大正11年）7月9日 （正四位）
- 毛利輝元 1925年（大正14年）3月16日 （従三位）
- 有松英義 1927年（昭和2年）3月1日 （正三位）
- 島津忠久 1927年（昭和2年）6月15日 （従五位下）
- 葉室宗行 1928年（昭和3年）11月10日 （正三位）[1]
- 徳川綱條 1928年（昭和3年）11月10日 （従三位）[1]
- 藤原行房 1928年（昭和3年）11月10日 （正四位下）[1]
- 八代六郎 1930年（昭和5年）6月30日 （？）
- 北里柴三郎 1931年（昭和6年）6月13日 （？）
- 河野養哲 1931年（昭和6年）12月21日 （？）
- 平成輔 1931年（昭和6年）12月21日 （正三位）
- 米内光政 1938年（昭和13年）3月1日 （正三位）
- 嘉納治五郎 1938年（昭和13年）5月4日 （正三位）
- 永野修身 1943年（昭和18年）3月18日 （正三位）
- 杉山元　1943年（昭和18年）7月19日　(従二位）

### 日本国憲法施行後
いずれも没時追賜。
- 武井守成（式部官長） 1949年（昭和24年）12月14日 （従三位）
- 三浦謹之助（東京帝国大学教授） 1950年（昭和25年）10月11日 （正三位）
- 長岡半太郎（貴族院議員、日本学士院長、大阪大学総長） 1950年（昭和25年）12月11日 （正三位）
- 穗積重遠（最高裁判所判事） 1951年（昭和26年）7月29日 （正三位）
- 田中館愛橘（貴族院議員、東京帝国大学教授） 1952年（昭和27年）5月21日 （正三位）
- 幣原坦（台北帝国大学総長） 1953年（昭和28年）6月29日 （正三位）
- 前田米蔵（運輸通信大臣） 1954年（昭和29年）3月18日 （正三位）
- 羽田亨（貴族院議員、京都帝国大学総長） 1955年（昭和30年）4月13日 （正三位）
- 松平康昌（式部官長） 1957年（昭和32年）1月4日 （従三位）
- 重光葵（外務大臣） 1957年（昭和32年）1月26日 （正三位）
- 野村行一（東宮大夫） 1957年（昭和32年）7月29日 （正三位）
- 安藤廣太郎（日本学士院会員） 1958年（昭和33年）10月14日 （正三位）
- 岡田忠彦（衆議院議長） 1958年（昭和33年）10月30日 （正三位）
- 金森徳次郎（国務大臣） 1959年（昭和34年）6月16日 （従三位）
- 芦田均（内閣総理大臣） 1959年（昭和34年）6月20日 （従三位）
- 河本文一（会計検査院長） 1960年（昭和35年）2月22日 （正三位）
- 石黒忠篤（農商大臣） 1960年（昭和35年）3月10日 （正三位）
- 林讓治（衆議院議長） 1960年（昭和35年）4月5日 （正五位）
- 河井彌八（参議院議長） 1960年（昭和35年）7月21日 （従二位）
- 豊田貞次郎（海軍大将、外務大臣） 1961年（昭和36年）11月21日 （正三位）
- 熊谷岱藏（東北大学総長） 1962年（昭和37年）2月19日 （正三位）
- 入江誠一郎（人事院総裁） 1962年（昭和37年）7月25日 （正三位）
- 眞島利行（大阪帝国大学総長） 1962年（昭和37年）8月19日 （正三位）
- 松野鶴平（参議院議長） 1962年（昭和37年）10月18日 （従三位）
- 勝沼精蔵（名古屋大学長） 1963年（昭和38年）11月10日（正三位）
- 大野伴睦（衆議院議長） 1964年（昭和39年）5月29日 （無位）
- 芳澤謙吉（外務大臣） 1965年（昭和40年）1月5日 （正三位）
- 河野一郎（副総理格） 1965年（昭和40年）7月8日 （従五位）
- 山田三良（日本学士院長、東京大学名誉教授） 1965年（昭和40年）12月17日 （正三位）
- 下條康麿（文部大臣） 1966年（昭和41年）4月25日 （正三位）
- 小原直（法務大臣） 1966年（昭和41年）9月8日 （正三位）
- 清瀬一郎（衆議院議長） 1967年（昭和42年）6月27日 （無位）
- 山梨勝之進（海軍次官、学習院長） 1967年（昭和42年）12月17日 （正三位）
- 正力松太郎（国務大臣） 1969年（昭和44年）10月9日 （正六位）
- 牧野英一（貴族院議員、東京大学名誉教授） 1970年（昭和45年）4月18日 （正三位）
- 藤田尚徳（侍従長） 1970年（昭和45年）7月23日 （正三位）
- 川島正次郎（国務大臣） 1970年（昭和45年）11月9日 （正五位）
- 加藤鐐五郎（衆議院議長） 1970年（昭和45年）12月20日 （正五位）
- 松村謙三（文部大臣） 1971年（昭和46年）8月21日 （従三位）
- 佐藤尚武（参議院議長） 1971年（昭和46年）12月18日 （正三位）
- 入江俊郎（最高裁判所判事） 1972年（昭和47年）7月18日 （正四位）
- 内田祥三（東京帝国大学総長） 1972年（昭和47年）12月14日 （正三位）
- 稲田周一（侍従長） 1973年（昭和48年）2月5日 （正四位）
- 石橋湛山（内閣総理大臣） 1973年（昭和48年）4月25日 （正八位）
- 益谷秀次（衆議院議長） 1973年（昭和48年）8月18日 （従五位）
- 我妻榮（貴族院議員、東京大学名誉教授） 1973年（昭和48年）10月21日 （正四位）
- 愛知揆一（大蔵大臣） 1973年（昭和48年）11月23日 （不明）
- 南原繁（日本学士院長、東京帝国大学総長） 1974年（昭和49年）5月19日 （従三位）
- 廣瀬久忠（厚生大臣） 1974年（昭和49年）5月22日（正三位）
- 佐藤達夫（人事院総裁） 1974年（昭和49年）9月12日 （実質的な直前位階は正五位。没日に正三位に追陞、即日再追陞で従二位に）
- 霜山精一（大審院長） 1975年（昭和50年）3月12日 （正三位）
- 八木秀次（参議院議員、大阪帝国大学総長） 1976年（昭和51年）1月19日 （正三位）
- 重宗雄三（参議院議長） 1976年（昭和51年）3月13日 （無位）
- 宮澤俊義（貴族院議員、立教大学法学部長、日本プロ野球コミッショナー） 1976年（昭和51年）9月4日 （従四位）
- 鳥養利三郎（京都帝国大学総長） 1976年（昭和51年）9月24日 （従三位）
- 水田三喜男（大蔵大臣） 1976年（昭和51年）12月22日 （無位）
- 正田建次郎（大阪大学長） 1977年（昭和52年）3月20日 （正五位）
- 片山哲（内閣総理大臣） 1978年（昭和53年）5月30日 （無位）
- 保利茂（衆議院議長） 1979年（昭和54年）3月4日 （従五位）
- 船田中（衆議院議長） 1979年（昭和54年）4月12日 （正五位）
- 石田和外（最高裁判所長官） 1979年（昭和54年）5月9日 （従五位）
- 朝永振一郎（日本学術会議会長） 1979年（昭和54年）7月8日 （正六位）
- 椎名悦三郎（外務大臣） 1979年（昭和54年）9月30日 （正四位）
- 星島二郎（衆議院議長） 1980年（昭和55年）1月3日 （正五位）
- 天野貞祐（文部大臣） 1980年（昭和55年）3月6日 （従三位）
- 中山伊知郎（一橋大学長） 1980年（昭和55年）4月9日 （従四位）
- 後藤文夫（内務大臣） 1980年（昭和55年）5月13日 （正三位）
- 前尾繁三郎（衆議院議長） 1981年（昭和56年）7月23日 （正五位）
- 湯川秀樹（京都大学名誉教授） 1981年（昭和56年）9月8日 （従五位）
- 石井光次郎（衆議院議長） 1981年（昭和56年）9月20日 （正六位）
- 田中二郎（最高裁判所判事） 1982年（昭和57年）1月16日 （正五位）
- 高橋誠一郎（慶應義塾塾長、文部大臣、日本芸術院長） 1982年（昭和57年）2月9日 （無位）
- 青木一男（大蔵大臣） 1982年（昭和57年）6月25日 （正三位）
- 東畑精一（東京大学名誉教授） 1983年（昭和58年）5月6日 （従四位）
- 河野謙三（参議院議長） 1983年（昭和58年）10月16日 （無位）
- 森戸辰男（文部大臣、広島大学長） 1984年（昭和59年）5月28日 （無位）
- 横田正俊（最高裁判所長官） 1984年（昭和59年）7月1日（従四位）
- 中村梅吉（衆議院議長） 1984年（昭和59年）8月4日 （正五位）
- 牛場信彦（国務大臣） 1984年（昭和59年）12月31日 （従五位）
- 三谷隆信（侍従長） 1985年（昭和50年）1月13日（従三位）
- 藤山愛一郎（外務大臣） 1985年（昭和60年）2月22日 （無位）
- 入江相政（侍従長） 1985年（昭和60年）9月29日 （従五位）
- 安井謙（参議院議長） 1986年（昭和61年）3月10日 （無位）
- 村上朝一（最高裁判所長官） 1987年（昭和62年）2月13日（従五位）
- 西村英一（建設大臣） 1987年（昭和62年）9月15日 （正五位）
- 福永健司（衆議院議長） 1988年（昭和63年）5月31日 （無位）
- 土光敏夫（東芝会長、日本経済団体連合会会長） 1988年（昭和63年）8月4日 （無位）
- 茅誠司（東京大学総長） 1988年（昭和63年）11月19日 （従四位）

### 平成・令和期
いずれも没時叙位。役職の太字は三権の長経験者。

| 氏名       | 主な役職                                                                               | 叙された年月日            | 備考                                           |
| ---------- | -------------------------------------------------------------------------------------- | ------------------------- | ---------------------------------------------- |
| 東久邇稔彦 | 内閣総理大臣、旧皇族（東久邇宮稔彦王）                                                 | 1990年（平成2年）1月20日  | 大勲位菊花大綬章                               |
| 徳永正利   | 参議院議長、運輸大臣                                                                   | 1990年（平成2年）9月23日  | 正八位から昇叙、勲一等旭日桐花大綬章           |
| 宇佐美毅   | 宮内庁長官                                                                             | 1991年（平成3年）1月19日  | 勲一等旭日大綬章                               |
| 安倍晋太郎 | 外務大臣、通商産業大臣、内閣官房長官                                                   | 1991年（平成3年）5月15日  | 勲一等旭日桐花大綬章                           |
| 横田喜三郎 | 最高裁判所長官                                                                         | 1993年（平成5年）2月17日  | 従四位より昇叙、勲一等旭日桐花大綬章、文化勲章 |
| 服部高顯   | 最高裁判所長官                                                                         | 1993年（平成5年）3月24日  | 従五位より昇叙                                 |
| 灘尾弘吉   | 衆議院議長、文部大臣、厚生大臣                                                         | 1994年（平成6年）1月22日  | 従四位より昇叙、勲一等旭日桐花大綬章           |
| 岡原昌男   | 最高裁判所長官                                                                         | 1994年（平成6年）7月14日  | 従五位より昇叙、勲一等旭日大綬章               |
| 下田武三   | 最高裁判所判事、外務事務次官、駐アメリカ合衆国特命全権大使、日本プロ野球コミッショナー | 1995年（平成7年）1月22日  | 従五位より昇叙、勲一等旭日大綬章               |
| 渡邉美智雄 | 外務大臣、通商産業大臣、大蔵大臣、厚生大臣                                             | 1995年（平成7年）9月15日  | 勲一等旭日桐花大綬章                           |
| 徳川義寛   | 侍従長                                                                                 | 1996年（平成8年）2月2日   | 正五位より進階                                 |
| 高辻正己   | 法務大臣、内閣法制局長官、最高裁判所判事                                               | 1997年（平成9年）5月10日  | 従五位より昇叙、勲一等旭日大綬章               |
| 福田一     | 衆議院議長、法務大臣、自治大臣、通商産業大臣                                           | 1997年（平成9年）9月12日  | 勲一等旭日桐花大綬章                           |
| 福井謙一   | 工学博士、日本学術振興会会長、ノーベル化学賞受賞者                                     | 1998年（平成10年）1月9日  | 従六位より昇叙、勲一等旭日大綬章               |
| 宇野宗佑   | 内閣総理大臣、外務大臣、通商産業大臣                                                   | 1998年（平成10年）2月19日 | 勲一等旭日桐花大綬章                           |
| 原文兵衛   | 参議院議長、環境庁長官、警視総監                                                       | 1999年（平成11年）9月7日  | 正六位より昇叙、勲一等旭日桐花大綬章           |
| 二階堂進   | 内閣官房長官、科学技術庁長官、自由民主党副総裁                                         | 2000年（平成12年）2月3日  | 勲一等旭日桐花大綬章                           |
| 伊藤宗一郎 | 衆議院議長、科学技術庁長官、防衛庁長官                                                 | 2001年（平成13年）9月4日  | 正八位より昇叙、勲一等旭日桐花大綬章           |
| 寺田治郎   | 最高裁判所長官                                                                         | 2002年（平成14年）3月17日 | 従七位より昇叙、勲一等旭日大綬章               |
| 櫻内義雄   | 衆議院議長、外務大臣、建設大臣、農林大臣                                               | 2003年（平成15年）7月5日  | 勲一等旭日桐花大綬章、紺綬褒章                 |
| 坂田道太   | 衆議院議長、法務大臣、防衛庁長官                                                       | 2004年（平成16年）1月13日 | 勲一等旭日桐花大綬章                           |
| 原健三郎   | 衆議院議長・副議長、労働大臣                                                           | 2004年（平成16年）11月6日 | 勲一等旭日桐花大綬章                           |
| 矢口洪一   | 最高裁判所長官                                                                         | 2006年（平成18年）7月25日 | 正七位より昇叙、勲一等旭日桐花大綬章           |
| 平岩外四   | 東京電力会長、日本経済団体連合会会長                                                   | 2007年（平成19年）5月22日 | 桐花大綬章                                     |
| 井上裕     | 参議院議長、文部大臣                                                                   | 2008年（平成20年）6月22日 | 桐花大綬章                                     |
| 土屋義彦   | 埼玉県知事、参議院議長、環境庁長官                                                     | 2008年（平成20年）10月5日 | 勲一等旭日桐花大綬章                           |
| 西岡武夫   | 参議院議長、文部大臣、衆議院議員                                                       | 2011年（平成23年）11月5日 | 桐花大綬章                                     |
| 田村元     | 衆議院議長、通商産業大臣、運輸大臣、労働大臣                                           | 2014年（平成26年）11月1日 | 勲一等旭日桐花大綬章                           |
| 町田顯     | 最高裁判所長官                                                                         | 2015年（平成27年）4月5日  | 桐花大綬章                                     |
| 町村信孝   | 衆議院議長、内閣官房長官、外務大臣、文部科学大臣                                       | 2015年（平成27年）6月1日  | 桐花大綬章                                     |
| 羽田孜     | 内閣総理大臣、外務大臣、大蔵大臣、農林水産大臣                                         | 2017年（平成29年）8月28日 | 桐花大綬章                                     |
| 草場良八   | 最高裁判所長官                                                                         | 2020年（令和2年）3月13日  | 勲一等旭日桐花大綬章                           |
| 倉田寛之   | 参議院議長、自治大臣、国家公安委員長                                                   | 2020年（令和2年）4月7日   | 桐花大綬章                                     |
| 江田五月   | 参議院議長、法務大臣、環境大臣、衆議院議員                                             | 2021年（令和3年）7月28日  | 桐花大綬章                                     |
| 豊田章一郎 | トヨタ自動車会長、日本経済団体連合会会長                                               | 2023年（令和5年）2月14日  | 桐花大綬章                                     |
| 三好達     | 最高裁判所長官                                                                         | 2023年（令和5年）3月6日   | 勲一等旭日大綬章                               |
| 林寛子     | 参議院議長、国土交通大臣、元俳優（扇千景）                                             | 2023年（令和5年）3月9日   | 桐花大綬章、戦後初の女性の従二位受位者         |
| 細田博之   | 衆議院議長、内閣官房長官・内閣官房副長官                                               | 2023年（令和5年）11月10日 | 桐花大綬章                                     |
| 山口繁     | 最高裁判所長官                                                                         | 2024年（令和6年）11月27日 | 桐花大綬章                                     |
| 斎藤十朗   | 参議院議長、厚生大臣                                                                   | 2025年（令和7年）3月17日  | 桐花大綬章                                     |